# Fertile, Minnesota
Fertile är en ort i Polk County i Minnesota. Vid 2010 års folkräkning hade Fertile 842 invånare.